# Качур Микола
Качур Микола («Бояр», «Чайка»; 1 вересня 1920, с. Дроздовичі Старосамбірського р-ну Львівської обл. — 24 липня 1946, біля с. Воля-Володзька (тепер не існує) Березівського пов. Підкарпатського в-ва, Польща) — лицар Бронзового хреста бойової заслуги УПА.

## Життєпис
Народився у сім'ї рільників. Освіта — 7 класів народної школи. У 1941—1944 р. служив в українській допомоговій поліції. Член ОУН із 1944 р. В лавах УПА з весни 1944 р. Командир чоти сотні УПА «Ударники 2» к-ра Михайла Дуди — «Громенка». 24.07.1946 р. важко поранений у бою Військом Польським у с. Явірник-Руський Перемишльського пов., помер у дорозі до санітарного пункту. Похований у спільній могилі зі стрільцем Гілярієм Федоришиним — «Арсеном» на цвинтарі с. Воля Володзька. Вістун (?), булавний (1.01.1946) УПА; відзначений Бронзовим хрестом бойової заслуги УПА (22.10.1945).